# Lộ Thần
Lộ Thần (tiếng Trung: 路晨, bính âm: Lù Chén), sinh ngày 20 tháng 9 năm 1987 là một nữ diễn viên người Trung Quốc. Cô hiện ký hợp đồng với Cathay Media.

## Tiểu sử
Lộ Thần tốt nghiệp Học viện Điện ảnh Bắc Kinh, được tổ quay phim Khi hoa nở năm 2006 phát hiện và được mời tham gia đóng bộ phim này. Cô bắt đầu sự nghiệp diễn xuất từ đây.

## Phim tham gia

### Phim điện ảnh
| Năm  | Tên                   | Tên gốc | Vai diễn | Ghi chú |
| ---- | --------------------- | ------- | -------- | ------- |
| 2009 | Phiếu hữu             | 票友    | Lục Linh |         |
| 2011 | Tình yêu từ ngọc trai | 珠源情  |          |         |

### Phim truyền hình
| Năm  | Tên                                       | Tên gốc        | Vai diễn         | Ghi chú |
| ---- | ----------------------------------------- | -------------- | ---------------- | ------- |
| 2006 | Khi hoa nở                                | 那時花開       | Hoàng Lệ Lệ      |         |
| 2006 | Mật mã hôn nhân                           | 婚姻密碼       | Phùng Tuyết Tình |         |
| 2007 | Đại Đường du hiệp truyện                  | 大唐遊俠傳     | Hàn Chỉ Phần     |         |
| 2009 | Thư kiếm ân cừu lục                       | 書劍恩仇錄     | Lý Nguyên Chỉ    |         |
| 2009 | Tứ thế đồng đường                         | 四世同堂       | Quan Chiêu Đệ    |         |
| 2009 | Ỷ Thiên Đồ Long Ký                        | 倚天屠龍記     | Dương Bất Hối    |         |
| 2010 | Giai kì như mộng                          | 佳期如夢       | Nguyễn Giang Tây |         |
| 2010 | Truyền kì Mạnh Lai Tài                    | 孟來財傳奇     | Mạnh Tiểu Vân    |         |
| 2013 | Hạnh phúc ghé ngang                       |                | Lâm Thiên Nhã    |         |
| 2014 | Mỹ nam khác biệt                          | 不一样的美男子 | Lý Y             |         |
| 2014 | Đại đô thị tiểu ái tìn                    | 大都市小爱情   | Du Tư            |         |
| 2014 | Bởi vì tình yêu, tình yêu là một phép màu | 因为爱情有奇迹 | Lâm Thiên Nhã    |         |